# Edechthistatus hawksi
Edechthistatus hawksi är en skalbaggsart som först beskrevs av Giesbert 2001.  Edechthistatus hawksi ingår i släktet Edechthistatus och familjen långhorningar.
Artens utbredningsområde är Honduras. Inga underarter finns listade i Catalogue of Life.